# San Cristóbal (piłka siatkowa kobiet)
San Cristóbal  - żeński klub piłki siatkowej z Dominikany. Swoją siedzibę ma w San Cristóbal. Został założony w 2007.

## Sukcesy
- Mistrzostwa Dominikany:
  -  2008